# Tajaé
Tajaé (ou Tajayé) est une localité et une commune rurale du Niger, du département de Illéla, région de Tahoua.

## Géographie
La localité de Tajaé se situe à 28 km au sud du chef-lieu départemental Illéla.
| Illéla        | Illéla    | Badaguichiri |
| Illéla        | Tajaé     | Badaguichiri |
| Birni N'Konni | Tsernaoua | Malbaza      |

## Histoire
La commune rurale est instaurée en 2002, elle est issue du canton d'Illéla/Tajaé,.

## Population
Le village chef-lieu Tajaé Nomade, compte 7 296 habitants en 2012.
Le village de Dabnou compte 7 861 habitants en 2012.

## Localités
La commune compte 83 localités recensées en 2012.